# Synagris combusta
Synagris combusta är en stekelart som beskrevs av Henri Saussure 1863. Synagris combusta ingår i släktet Synagris och familjen Eumenidae. Inga underarter finns listade i Catalogue of Life.